# Won Ton Ton, the Dog Who Saved Hollywood
Won Ton Ton, the Dog Who Saved Hollywood (br: Won Ton Ton, o Cachorro que Salvou Hollywood) é um filme estadunidense de 1976 dirigido por Michael Winner, baseado na carreira de Rin Tin Tin. É estrelado por Bruce Dern, Madeline Kahn, Teri Garr e Art Carney.

## Sinopse
Em 1924, Estie Del Ruth vem para Hollywood para se tornar uma atriz, mas o cão, que acompanha, se torna a estrela. Mas Hollywood tem suas próprias regras de sucesso.

## Elenco
Elenco princial
- Bruce Dern ...Grayson Potchuck
- Madeline Kahn ...Estie Del Ruth
- Art Carney ...J.J. Fromberg
- Phil Silvers ...Murray Fromberg
- Ron Leibman ...Rudy Montague
- Teri Garr ...Fluffy Peters
- Ronny Graham ...Mark Bennett
- Toni Basil ...Convidado na Cerimônia de Premiação

Participações especiais

## Recepção
Richard Eder do New York Times escreveu que "o filme em si é uma bagunça desordenada, às vezes agradável".